# Suzana Pádua
Suzana Pádua (Rio de Janeiro, 30 de dezembro de 1950) é uma educadora ambiental brasileira. É presidente do Instituto de Pesquisas Ecológicas (IPÊ), onde atua há muitos anos na integração entre educação ambiental e ciência, e na formação de especialistas na área ambiental.

## Educação
Suzana estudou Comunicação Visual na Pontifícia Universidade Católica do Rio de Janeiro entre 1972 e 1977. Possui mestrado em Educação Ambiental pelo Center for Latin American Studies, da University of Florida (1985–1991), e doutorado em Desenvolvimento Sustentável, pela Universidade de Brasília (2000–2004).

## Carreira
Suzana Pádua foi criada em uma família onde a caça era comum e desde cedo questionou essa prática. Começou a trabalhar com conservação ambiental no final dos anos 1980; antes disso, trabalhava em sua área de formação, como designer visual. Quando se mudou para o Pontal do Paranapanema com Claudio Pádua, que estava concluindo um doutorado em conservação do mico-leão-preto, Suzana também se envolveu no projeto.
Em uma entrevista ao Museu da Pessoa, Suzana ressaltou que cada indivíduo tem potencial para fazer a diferença, seja por meio de artigos, pinturas ou outras formas de expressão. Mencionou também a importância de ter energia e determinação para realizar algo positivo, independentemente do formato ou da escala da contribuição.

### Instituto de Pesquisas Ecológicas (IPÊ)
Suzana e Claudio Pádua fundaram o Instituto de Pesquisas Ecológicas (IPÊ) em 1992, que é uma organização não governamental brasileira, considerada uma das maiores do país. O IPÊ atua em quatro biomas diferentes e tem um modelo baseado em educação ambiental e colaboração para realizar pesquisas científicas de aplicação prática.

### Escola Superior de Conservação Ambiental e Sustentabilidade (Escas)
A Escola Superior de Conservação Ambiental e Sustentabilidade (Escas), situada em Nazaré Paulista, São Paulo, e vinculada ao IPÊ e orientada por Suzana Pádua. Disponibiliza para a comunidade cursos temáticos que formam profissionais multidisciplinares e um programa de mestrado profissional em Conservação da Biodiversidade e Desenvolvimento Sustentável. Até 2022, formou mais de mais de 7.000 pessoas e diplomou 160 mestres.

## Vida pessoal
É casada com o biólogo Claudio Padua.

## Prêmios e Reconhecimentos
- 2017 - Benchmarking Person[7]
- 2017 - Visionaris-UBS[7][8]
- 2017 - Wildlife Conservation Award, do Cincinatti Zoo and Botanical Gardens[7][9]
- 2002 - Heroes of the Planet, da Time magazine, com seu esposo, Claudio Padua[6][10]
- Membro da Schwab Foundation[6]
- Membro da Rede Folha de Empreendedores Socioambientais[6][9]
- Fellow da Ashoka[7]
- Líder da AVINA[7]